# ジャクリーヌ・パスカル
ジャクリーヌ・パスカル（仏: Jacqueline Pascal、1625年10月4日 - 1661年10月4日）は、フランスの詩人、修道女。哲学者ブレーズ・パスカルの妹である。幼い頃から詩作に耽り称賛を得ていた。1653年、ポール・ロワイヤル修道院に入る。兄ブレーズとは非常に仲が良く、ブレーズがこの世で一番愛していた者だったともいう。

## 幼少期
1625年10月4日に生まれたジャクリーヌには、姉のジルベルトと兄のブレーズがいた。
父親のエティエンヌは1626年からフェランの租税法院（フランス語: Cour des aides）の次長の職についた。また、同年に母親のアントワネット・ベゴン ( Antoinette Begon ) は産後の肥立ちが悪く亡くなっている。
1631年11月にパスカル家はフェランからパリへ引っ越した。引っ越しの理由を姉のジルベルトは三兄弟の教育のためだと書いている。
エチエンヌはパリに引っ越してから交友の範囲を広げてゆき、貴族や宮廷の中にも知人が増えていった。
パリに引っ越した後ジャクリーヌは詩作や戯曲の作成に熱中した。
1635年には詩の才能が認められジャクリーヌは皇后のアンヌ・ドートリッシュに短い詩を献上した。エチエンヌは子どもたちの精神の成長については寛大であったが、宗教に関しては幼い頃から非常な敬意を抱くように教育していた。
1640年の春に、エチエンヌが先に赴任していたノルマンディーのルーアンに3人の子どもたちも移住した。また、1641年に姉のジルベルトが結婚した。ルーアン移住後もブレーズもジャクリーヌも順調に才能を開花していった。
1646年の冬にエチエンヌは貴族同士の決闘の仲裁に向かう途中で転倒し大腿骨に大怪我を追ってしまう。その怪我の治療に二人の修道士がパスカル家に呼ばれ3ヶ月間滞在することとなった。
彼ら二人の滞在中にジャクリーヌとブレーズはコルネリウス・ヤンセンやサン・シランの教えを学び、ジャンセニスムに引かれてゆく。
この頃からブレーズの体調は悪化していったため、医師から静養のためにパリに戻ったほうが良いとアドバイスを受け、1647年にジャクリーヌと二人でパリに移った。ジャクリーヌはブレーズを献身的に看病した。
パリに移住後の兄妹はポール・ロワイヤル修道院に出入りするようになり、ジャンセニスムへの信仰を深めていく。そして、ジャクリーヌはポール・ロワイヤル修道院に入ることを決心している。しかし、1648年に仕事をやめてパリに戻ってきた父のエチエンヌは、ジャクリーヌの修道院入りに大反対するとともに、ブレーズがジャクリーヌの修道院入りをけしかけたとして叱責した。エチエンヌはジャクリーヌの意思が固いことは理解したため、自分の生きている間だけは修道院に入らぬようにジャクリーヌに頼み込み、ジャクリーヌも黙って従うことになった。
1649年から1650年の間フロンドの乱を避けるため一家は再びクレルモンで暮らした。父エチエンヌはノルマンディーでの激務とフロンドの乱による心労のために、1651年9月24日に亡くなった。

## ポール・ロワイヤル修道院
父のエチエンヌが亡くなったことで、ジャクリーヌの修道院入りの障害は無くなったはずであった。しかし、今度は修道院入りに賛成していたブレーズが妹と別れることが辛くて修道院入りに反対するようになった。しかし、ブレーズの要望をジャクリーヌは聞き入れることなく1652年1月4日の早朝にジャクリーヌは家を出た。また、ジャクリーヌは修道院に入って3ヶ月経たない3月に前例を破って着衣式を受けることになった。しかし、ブレーズからの反対もあり結局1653年5月26日に着衣式は延期させられた。
その後、修道女としての生活を送っていたが、ジャンセニスムがカトリックから異端とみなされたことでポール・ロワイヤル修道院は多数の圧力を受けた。
そのような過酷な日々の中でジャクリーヌは肺結核を病み、1661年10月4日にポール・ロワイヤル修道院にて生涯を閉じた。